# اضطراب الشخصية الاكتئابية

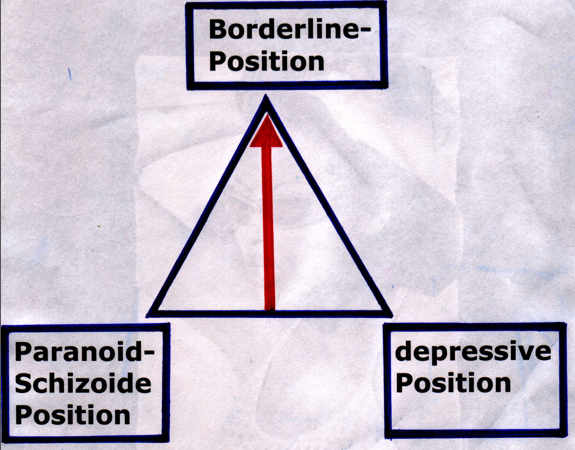

اضطراب الشخصية الاكتئابية (والذي يعرف كذلك باسم اضطراب الشخصية السوداوي) عبارة عن تشخيص لمرض نفسي يشير إلى وجود اضطراب في الشخصية بالإضافة إلى سمات الاكتئاب.
واضطراب الشخصية الاكتئابية، الذي تم تضمينه في الأساس في الدليل التشخيصي والإحصائي الثاني للاضطرابات النفسية (DSM) الخاص بـ الجمعية الأمريكية للأطباء النفسيين، تمت إزالته من الدليل التشخيصي والإحصائي الثالث للاضطرابات النفسية والدليل التشخيصي والإحصائي الرابع للاضطرابات النفسية - المُراجع. ومؤخرًا، تم التفكير في إعادته كتشخيص. ويتم وصف اضطراب الشخصية الاكتئابية حاليًا في الفهرس «ب» في الدليل التشخيصي والإحصائي الرابع للاضطرابات النفسية (مراجعة نصية) (DSM-IV-TR) باعتباره يستحق إجراء المزيد من الدراسات عليه. ورغم أنه لم يعد مسجلاً في فئة اضطراب الشخصية في الدليل، إلا أن التشخيص مسرود تحت القسم «اضطراب الشخصية غير المحدد بطريقة أخرى».
في حين أن اضطراب الشخصية الاكتئابية يشترك في بعض التشابهات مع الاضطرابات المزاجية مثل اضطراب الاكتئاب الجزئي، إلا أنه يشترك في العديد من التشابهات كذلك مع اضطرابات الشخصية بما في ذلك اضطراب الشخصية التجنبية. ويقول بعض الباحثين إن اضطراب الشخصية الاكتئابية مميز بشكل واضح عن هذه الأمراض الأخرى بما يضمن أن يتم اعتباره تشخيصًا منفصلاً.

## الخصائص
يعرف الدليل التشخيصي والإحصائي الرابع للاضطرابات النفسية اضطراب الشخصية الاكتئابية على أنه "نمط سائد من الإدراكات والسلوكيات الاكتئابية التي تبدأ مع مرحلة البلوغ المبكرة وتحدث في سياقات متنوعة.
" ويحدث اضطراب الشخصية الاكتئابية قبل وأثناء وبعد نوبات الاكتئاب الكبرى، مما يجعله تشخيصًا متميزًا لا يكون مدرجًا في تعريف أي نوبة من نوبات الاكتئاب الكبرى أو في غير ذلك من اضطرابات الاكتئاب الجزئي.
وعلى وجه الخصوص، يجب أن تتوفر على الأقل خمس سمات مما يلي في أغلب الأيام على مدار عامين على الأقل لكي يتم تحديد التشخيص على أنه إصابة باضطراب الشخصية الاكتئابية:
- المزاج العام تسيطر عليه الكآبة والحزن والظلمة وعدم السعادة وفقد المتعة
- مفهوم الذات يتركز حول اعتقادات بعدم الكفاية والتفاهة وانخفاض مستوى تقدير الذات
- الميل إلى نقد الذات وإلقاء اللوم عليها وازدراؤها
- إطالة التفكير وترك النفس للقلق
- السلبية والانتقاد وتغير الأحكام تجاه الآخرين
- الشعور بالتشاؤم
- العرضة للشعور بالذنب أو الندم الشديد[1]

غالبًا ما ينظر الأشخاص المصابون باضطراب الشخصية الاكتئابية نظرة كئيبة وقاتمة تجاه الحياة وتجاه أنفسهم وتجاه الماضي والمستقبل. وهم يعانون من مشكلات فيما يتعلق بتطوير العلاقات والحفاظ عليها. وبالإضافة إلى ذلك، فإن الدراسات قد أظهرت أن الأشخاص الذين يعانون من اضطراب الشخصية الاكتئابية أكثر عرضة للبحث عن العلاج النفسي من الأشخاص الذين يتم تشخيص إصابتهم على أنها ضمن أمراض الاكتئاب من المحور الأول.
وقد استنتجت الدراسات الحديثة أن الأشخاص الذين يعانون من اضطراب الشخصية الاكتئابية يكونون أكثر عرضة لخطر الإصابة باضطرابات الاكتئاب الجزئي من مجموعة مشابهة من الأشخاص الذين لا يعانون من اضطراب الشخصية الاكتئابية. وهذه النتائج تؤدي إلى الحقيقة التي تنص على أن اضطراب الشخصية الاكتئابية نذير للإصابة بالاكتئاب الجزئي أو غير ذلك من أمراض الاكتئاب. وإذا تم تضمين اضطراب الشخصية الاكتئابية في الدليل التشخيصي والإحصائي الخامس للاضطرابات النفسية (DSM)، فإنه يمكن أن يتم تضمينه على أنه علامة تحذيرية للإصابة المحتملة بنوبات اكتئاب أشد حدة.
وقد قام الباحثون في مستشفى ماكلين (McLean Hospital) في ماساتشوسيتس بالنظر في أمر الاعتلال المشترك لاضطراب الشخصية الاكتئابية ومجموعة من أمراض الاضطراب الأخرى. وقد تم اكتشاف أن المشاركين في الدراسة، الذين يعانون من اضطراب الشخصية الاكتئابية، كانوا أكثر احتمالية للإصابة بأمراض اكتئاب أكثر خطورة ومرض اضطراب الأكل من المشاركين الذين لم يكونوا مصابين باضطراب الشخصية الاكتئابية. وقد تم إخضاع المشاركين، سواء المصابون أو غير المصابين باضطراب الشخصية الاكتئابية الذين كان يحتمل من الناحية الإحصائية، وبشكل متساوٍ، إصابتهم بأي شكل آخر من أشكال الاضطرابات، للفحص.
|                                          | موجود (العدد=30) | موجود (العدد=30) | غائب (العدد=24) | غائب (العدد=24) |      |
| الاضطراب                                 | N                | %                | N               | %               | pa   |
| ---------------------------------------- | ---------------- | ---------------- | --------------- | --------------- | ---- |
| اضطرابات الاكتئاب الحادة                 |                  |                  |                 |                 |      |
| حاليًا                                    | 12               | 40               | 7               | 29              | 0.57 |
| على مدار العمر                           | 25               | 83               | 17              | 71              | 0.33 |
| الاضطراب ثنائي القطب                     |                  |                  |                 |                 |      |
| حاليًا                                    | 2                | 7                | 2               | 8               | 1.00 |
| على مدار العمر                           | 2                | 7                | 4               | 17              | 0.39 |
| الاكتئاب الجزئي                          |                  |                  |                 |                 |      |
| كل الأنواع                               | 11               | 37               | 8               | 33              | 1.00 |
| الظهور الأولي المبكر                     | 5                | 17               | 5               | 21              | 0.74 |
| أي اضطراب مزاجي                          |                  |                  |                 |                 |      |
| حاليًا                                    | 20               | 67               | 14              | 58              | 0.58 |
| على مدار العمر                           | 28               | 93               | 22              | 92              | 1.00 |
| اضطرابات استعمال المواد (على مدار العمر) | 11               | 37               | 7               | 29              | 0.77 |
| اضطرابات القلق (على مدار العمر)          | 15               | 50               | 11              | 46              | 0.79 |
| الاضطرابات الجسدية (على مدار العمر)      | 2                | 7                | 1               | 4               | 1.00 |
| اضطرابات الأكل (على مدار العمر)          | 7                | 23               | 1               | 4               | 0.06 |

## أنواع ميلون (Millon) الفرعية
قام ثيودور ميلون بتحديد خمسة أنواع من أنواع الاكتئاب.
أي نوع من أنواع الاكتئاب الفردية يمكن أن يكون له، أو لا يكون له، أي من الأعراض التالية:
- اكتئاب تعكر المزاج، بما في ذلك سمات السلبية (السلبية والعدوانية). غالبًا ما يعاني المرضى الذين يعانون من هذا النوع الفرعي من المُراق، والمشاكسة وتعكر المزاج، والشعور بالذنب، بالإضافة إلى احتكار الذات. وبصفة عامة، يفكر المصابون باكتئاب تعكر المزاج بشكل سلبي حيال أنفسهم وحيال كل ما حولهم.
- اكتئاب الموضة، بما في ذلك أعراض الهستيريا والنرجسية. يرى من يعانون من اكتئاب الموضة عدم السعادة على أنها نمط شهير ومميز لخيبة الأمل الاجتماعية، ويرون أن الاكتئاب الشخصي وسيلة لتمجيد الذات وأن المعاناة هي شيمة من شيم النبالة. ويعتبر اهتمام الأصدقاء وأفراد الأسرة والأطباء جانبًا إيجابيًا للإصابة بمرض اكتئاب الموضة.
- اكتئاب التقليل من الذات، بما في ذلك أعراض الاتكالية. يعاني المرضى الذين يعانون من هذا النوع من السخرية من الذات وتشويه السمعة والكراهية والخزي والانتقاص من شأن أنفسهم بسبب نقاط الضعف والعيوب. ويلوم هؤلاء المرضى أنفسهم لأنهم لا يشعرون بأنهم في حالٍ جيدة بما فيه الكفاية.
- الاكتئاب الهوسي، بما في ذلك أعراض المازوخية. يعاني المرضى الذين يعانون من الاكتئاب الهوسي من الحزن والكآبة العميقين، كما أنهم يشعرون باغتمام شديد، وغالبًا ما يشعرون بالإجهاد والظلم.
- الاكتئاب الاضطرابي، بما في ذلك أعراض الانطوائية. يعاني المرضى الذين يعانون من هذا النوع الفرعي من عدم الاستقرار الدائم، والإثارة، والانغماس في اليأس، والارتباك. وهذا النوع الفرعي غالبًا ما يدفع المصابين به إلى الانتحار لتجنب اليأس الذي يشعرون به في الحياة.[1]

ولا ينتمي كل المرضى الذين يعانون من الاضطراب الاكتئابي إلى نوع فرعي. وهذه الأنواع الفرعية تتسم بتعدد الأبعاد، حيث يعاني المرضى غالبًا من أنواع فرعية متعددة في ذات الوقت، بدلاً من الاقتصار على الوقوع في فئة نوع فرعي واحدة. وحاليًا، تقترن هذه المجموعة من الأنواع الفرعية باضطرابات الشخصية السوداوية. وكل اضطرابات الشخصية المتعلقة بالاكتئاب تكون سوداوية ويمكن أن ننظر إليها على أنها تأتي ضمن هذه الأنواع الفرعية.

## الانتقادات الموجهة إلى تضمين اضطراب الشخصية الاكتئابية في الدليل التشخيصي والإحصائي الخامس للاضطرابات النفسية (DSM)

### أوجه التشابه مع اضطراب الاكتئاب الجزئي
قدر كبير من الجدل المثار حول التضمين المحتمل لاضطراب الشخصية الاكتئابية في الدليل التشخيصي والإحصائي الخامس للاضطرابات النفسية ينبع من التشابه الكبير مع اضطراب الاكتئاب الجزئي، وهو تشخيص مضمن بالفعل في الدليل التشخيصي والإحصائي الرابع للاضطرابات النفسية. ويتسم اضطراب الاكتئاب الجزئي بمجموعة متنوعة من الأعراض الاكتئابية، مثل فرط النوم أو الإجهاد أو تدني الاحترام للذات أو ضعف الشهية أو صعوبة اتخاذ القرارات، بحيث يدوم ذلك على مدار أكثر من عامين، مع وجود أعراض لا ترتقي من ناحية العدد أو الحدة لأن تكون من بين اضطرابات الاكتئاب الكبرى. ويمكن أن يعاني المرضى المصابون باضطراب الاكتئاب الجزئي من الانطواء الاجتماعي والتشاؤم والشعور بالنقص بمعدلات أعلى مما يشعر به المرضى الآخرون المصابون بأنواع الاكتئاب الأخرى. ويعد الاكتئاب الجزئي الذي يظهر مبكرًا هو التشخيص الذي غالبًا ما يتعلق عن كثب باضطراب الشخصية الاكتئابية.
إن الفرق الرئيسي بين اضطراب الاكتئاب الجزئي واضطراب الشخصية الاكتئابية هو التركيز على الأعراض المستخدمة للتشخيص. ويتم تشخيص اضطراب الاكتئاب الجزئي من خلال النظر في الحواس الجسدية، وهي الحواس الأكثر واقعية. ويتم تشخيص اضطراب الشخصية الاكتئابية من خلال النظر في الأعراض الإدراكية والنفسية. ويمكن أن تبدو أعراض اضطراب الاكتئاب الجزئي واضطراب الشخصية الاكتئابية متشابهة للوهلة الأولى، إلا أن الطريقة التي يتم بها النظر في هذه الأعراض تميز التشخيصين.

### الاعتلال المشترك مع الاضطرابات الأخرى
يرى بعض الباحثين أن اضطراب الشخصية الاكتئابية يسبب اعتلالاً مشتركًا بشكل كبير مع الاضطرابات الاكتئابية ونوبات الاكتئاب الهوسي واضطرابات الاكتئاب الجزئي الأخرى، بحيث يبدو أنه مكرر ولا يحتاج إلى أن يتم تضمينه كتشخيص منفصل ومميز. ومع ذلك، أظهرت دراسات حديثة أن اضطراب الاكتئاب الجزئي واضطراب الشخصية الاكتئابية لا يسببان اعتلالاً مشتركًا كما كان متصورًا في الماضي. وقد تم اكتشاف أن تقريبًا ثلثي المشاركين في الاختبارات ممن يعانون من اضطراب الشخصية الاكتئابية لم يكونوا يعانون من اضطراب الاكتئاب الجزئي، في حين أن 83% منهم لم يكونوا يعانون من الظهور المبكر للاكتئاب الجزئي.
والاعتلال المشترك الموجود مع اضطراب الاكتئاب من المحور الأول ليس بنفس القوة التي كانت متصورة من قبل. وقد أظهرت تجربة تم تنفيذها على يد علماء نفس أمريكيين أن اضطراب الشخصية الاكتئابية ينطوي على معدلات اعتلال مشترك عالية مع أمراض الاكتئاب الكبرى التي يعاني منها المريض في وقت ما من أوقات الحياة، ومع أي اضطرابات مزاجية أخرى يتعرض لها المريض في أي وقت من الحياة. ويكون من المتوقع ظهور نسبة اعتلال مشترك مع هذه الاضطرابات لتشخيصات متعددة. وفيما يتعلق بمعدل الاعتلال المرتفع للغاية مع اضطرابات المزاج، تم اكتشاف أن كل اضطرابات المزاج بشكل أساسي تنطوي على اعتلال مشترك مع بعضها البعض، خصوصًا عند النظر إلى عينة للعمر كله.

### التغيرات في المجموعة «ج»
إذا تم تضمين اضطراب الشخصية الاكتئابية في الدليل التشخيصي والإحصائي الخامس للاضطرابات العقلية (DSM)، فإنه يمكن أن يتم تضمينه في اضطرابات الشخصية في المجموعة «ج»، والتي تضم اضطرابات الشخصية القلقة والخائفة. وفي هذه الفترة، تشتمل تلك الاضطرابات على اضطرابات الشخصية الانطوائية والوسواس القهري واضطراب الشخصية الاتكالية. ويمكن أن نحتاج إلى إعادة التفكير في تكوين المجموعة «ج» لأن الأرقام الموضحة أدناه لن تمثل كل الاضطرابات إذا تم تضمين اضطراب الشخصية الاكتئابية. وقد تم قبول العلاقة الموضحة في مخطط فين (Venn) على مدار أعوام، ويجب أن تتم إعادة التفكير فيها وإعادة تصميمها في حالة إضافة اضطراب الشخصية الاكتئابية إلى تلك المجموعة. وهناك دراسات إضافية يجري القيام بها للبحث في مستوى الاعتلال المشترك بين اضطرابات المجموعة «ج» واضطراب الشخصية الاكتئابية، بالإضافة إلى كيفية تفاعل هذه الاضطرابات مع بعضها البعض في المرضى الذين يتم تشخيص إصابتهم باضطرابات متعددة تأتي ضمن المجموعة «ج».

## كتابات أخرى
- Finnerty, Todd (2009). Depressive Personality Disorder: Understanding Current Trends in Research and Practice. Columbus, OH: WorldWideMentalHealth.com.
- Huprich, Steven K. (2009). What Should Become of Depressive Personality Disorder in DSM-V? Harvard Review of Psychiatry, 17:1,41-59.
- Millon, Theodore; Davis; Roger; Millon, Carrie (1997). MCMI-III Manual, 2nd edition. Minneapolis, MN: National Computer Systems.